# Robert Abplanalp
Robert Henry (Bob) Abplanalp (* 4. April 1922 in New York City; † 30. August 2003 in Bronxville, New York) war ein US-amerikanischer Erfinder Schweizer Herkunft. Er ist der Erfinder des bei Sprühdosen eingesetzten Ein-Zoll-Aerosol-Ventils und Gründer der Precision Valve Corporation. Politisch engagierte er sich für die Republikanische Partei und war einer der engsten Freunde Richard Nixons, den er ideell und finanziell unterstützte.

## Leben
Robert Abplanalp wurde als Sohn Schweizer Immigranten in der Bronx geboren. Er ging auf die Fordham Preparatory School (auch als Fordham Prep. bekannt), eine private Jesuiten-Schule für Jungen. Nach dem Schulabschluss studierte er Ingenieurwissenschaften an der Villanova University im Radnor Township (nordwestlich von Philadelphia, Pennsylvania). Doch noch vor seinem Abschluss verließ er die Universität und eröffnete eine eigene kleine Mechanikerwerkstatt. Im Jahre 1943 wurde er zu den US-Streitkräften eingezogen und nahm an den Kämpfen auf dem europäischen Kriegsschauplatz teil.
Nach Ende des Zweiten Weltkrieges arbeitete er zunächst wieder in seiner eigenen Werkstatt. Im Jahre 1949 bat ihn ein Kunde, ein leckes Ventil an einer Sprühdose zu reparieren. Abplanalp tüftelte daran herum, um es zu verbessern, und erfand im Laufe seiner Versuche ein Ventil (das später sogenannte Ein-Zoll-Ventil), das es ermöglichte, Flüssigkeiten, die sich in einer Dose befanden, mit Hilfe eines zugesetzten Treibmittels zu versprühen.
Das Ventil konnte einfach und preiswert in Massenproduktion hergestellt werden. Das bis dahin viel zu große Gewicht der zugehörigen Sprühdosen wurde durch die Verwendung des viel leichteren Aluminiums entscheidend verringert, so dass nun alle möglichen Stoffe in Spraydosen billig und dabei leicht zu handhaben angeboten werden konnten. Damit konnte der Siegeszug der Sprühdose beginnen. Abplanalp ließ sich seine Erfindung patentieren und gründete 1949 mit zwei Partnern die Precision Valve Corporation (PVC) in Yonkers. Ende der 1950er Jahre kaufte Abplanalp die Anteile der beiden Mitbegründer auf und wurde zum Alleininhaber.
Im Jahre 1950 wurden in seinem Unternehmen rund 15 Millionen Spraydosen für den Markt der USA hergestellt, bald darauf waren es bereits rund eine Milliarde Spraydosen pro Jahr. Es war der Beginn von Abplanalps Geschäftsimperium. 1961 gründete PVC in Deutschland die erste ausländische Niederlassung. Es folgten Werke in Mexiko und Japan (1963/64), Kanada, Frankreich, Australien, Argentinien, Südafrika (1966/68), Italien, Brasilien (1970/71), Spanien (1977), Singapur, Venezuela (1979), England (1983), Indien (1987), VR China (1994), Südkorea, Ukraine (1995) und Thailand (1997). Die PVC erlangte die Führung auf dem Weltmarkt. Im Jahre 2004 stellte das Unternehmen rund 4 Milliarden Spraydosen pro Jahr her und hielt über 300 Patente aus diesem Produktionsbereich. Die umstrittenen Treibgase FCKW (Fluorchlorkohlenwasserstoffe) – die Haarspray u. a. in den 1980er Jahren in Verruf brachten – sind inzwischen durch andere Stoffe ersetzt worden.
Im Jahre 1956 heiratete Robert Abplanalp Josephine Sloboda, die zuvor für eine seiner Zuliefererfirmen gearbeitet hatte. Das Paar bekam zwei Kinder. Im späteren Leben trat Abplanalp der Republikanischen Partei bei und unterstützte finanziell zahlreiche Kampagnen. Nachdem Richard Nixon im Jahre 1960 den Präsidentschaftswahlkampf und dann 1962 die Wahl um den Gouverneursposten in Kalifornien verloren hatte, lernten sich die beiden Männer auch persönlich kennen und waren bald engstens miteinander befreundet. Nixons Anwaltsbüro vertrat von da an Abplanalps Precision Valve Corporation.
Als Nixon dann im Jahre 1969 eines der Domizile seines Freundes, Senator George Smathers, in Key Biscayne, Florida erworben hatte, rückten die beiden auch räumlich eng zusammen. Abplanalp besaß gleich nebenan ein Anwesen. Aufgrund von Nixons zahlreichen Aufenthalten in Key Biscayne – über fünfzigmal während seiner Präsidentschaft – bekam sein dortiges Domizil die Bezeichnung „Florida White House“.
Abplanalp wurde Mitglied in Nixons so genanntem „Küchen-Kabinett“, dem auch der Evangelist Billy Graham und der Präsident/Eigentümer der Key Biscayne Bank Charles Gregory „Bebe“ Rebozo angehörten. Und so war es fast selbstverständlich, dass Nixon mit seiner Familie häufig Urlaub auf Walker’s Cay, Abplanalps 125 Acre großer Privatinsel auf den Bahamas, machte, dass er – meist in Begleitung von Rebozo – zum Fischen auf Abplanalps Yacht eingeladen wurde und von Abplanalp 625 000 Dollar geliehen bekam, als er sich sein Domizil in San Clemente kaufen wollte.
Abplanalp und seine Frau spendeten beträchtliche Summen an Organisationen der römisch-katholischen Kirche. Als Anerkennung wurden beiden im Jahre 1971 Auszeichnungen des Order of Malta und des Equestrian Order of the Holy Sepulchre of Jerusalem verliehen.
Als Abplanalp einmal von einem Journalisten gefragt wurde, wie er sich seinen geschäftlichen Erfolg erkläre, antwortete er selbstironisch:
„Edison said genius was 99% perspiration and 1% inspiration. I say it's 2% inspiration, 8% work, and 90% luck. I'm a lucky guy.“
(„Edison hat mal gesagt, Genie ist 99 % Schweiß (Arbeit) und 1 % Inspiration. Ich sage, es ist 2 % Inspiration, 8 % Arbeit und 90 % Glück. Ich habe einfach Glück gehabt.“)